# Halictophagus jordani
Halictophagus jordani är en insektsart som först beskrevs av Pierce 1952.  Halictophagus jordani ingår i släktet Halictophagus och familjen kamvridvingar. Inga underarter finns listade i Catalogue of Life.